# Ид, Ахмед (футболист)
Ахмед Ид Мохамед Гад Эль Хак (араб. أحمد عيد محمد جاد الحق‎; род. 1 января 2001, Эль-Файюм) — египетский футболист, защитник клуба «Аль-Масри». Участник Олимпийских игр 2024 года.

## Клубная карьера
Воспитанник каирских футбольных клубов «Аль-Ахли» и «Замалек». В стане последнего дебютировал во взрослом футболе в матче чемпионата Египта 2 января 2020 года против «Асваны» (2:0). По итогам сезона 2019/20 стал вместе с «Замалеком» вице-чемпионом Египта и финалистом Лиги чемпионов КАФ. Впоследствии играл на правах аренды за «Исмаили» и «ЕНППИ».
Летом 2023 года перешёл в клуб «Аль-Масри».

## Карьера в сборной
В составе сборной Египта в 2023 году стал финалистом Кубка африканских наций до 23 лет в Марокко, что позволило команде пройти на Олимпийские игры 2024 года в Париже. Участник чемпионата Федерации футбола Западной Азии (для игроков до 23 лет) в 2024 году в Саудовской Аравии.
Летом 2024 года главный тренер Египта Рожерио Микале включил Ида в состав команды для участия в Олимпиаде 2024 года.

## Достижения
- Вице-чемпион Египта: 2019/20
- Финалист Лиги чемпионов КАФ: 2019/20